# Numa (entreprise)
Pour les articles homonymes, voir Numa.
Numa est une entreprise française de formation professionnelle.

## Historique
En 2011, Le Camping témoigne de l’envie de développer l'écosystème français d’innovation et permet aux entrepreneurs de Silicon Sentier de bénéficier de l’accompagnement d’acteurs de l’innovation.
En 2013, Numa naît du regroupement des différentes activités du Silicon Sentier et devient une entreprise Roland Berger et la MAIF qui deviendra son actionnaire majoritaire,,.
En 2017, Numa recentre son activité autour de la formation,.